# 노키아 3100

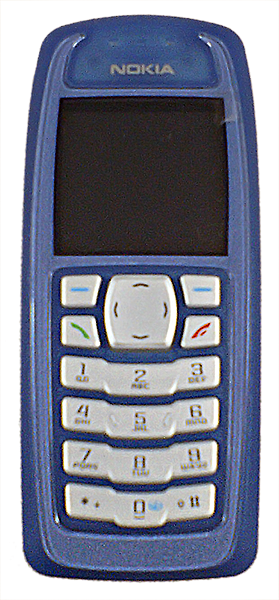
노키아 3100

노키아 3100(Nokia 3100)은 노키아에서 보급형 휴대폰으로 2003년 6월 17일에 발표하고 2003년 9월에 출시한 트라이밴드-GSM 휴대폰으로 주로 신세대 마케팅 고객을 대상으로 설계되었다.
노키아 3100은 노키아 6100에서 노키아 3510의 후속 제품으로 개발되었다. 이 휴대폰은 노키아가 청소년 중심의 3000 시리즈 중 최초로 128×128 픽셀 패시브 컬러 디스플레이(4096색/12비트)를 탑재한 휴대폰이다. Java MIDP 1.0, XHTML 및 WAP 브라우저, GPRS, Pop-Port 연결 및 리튬 이온 배터리가 포함되어 있다. 또한 벨소리로 사용할 수 있는 다성 MIDI 파일을 재생할 수도 있다.
크기가 작고 가벼우며 특수 조명 효과도 특징이다.

## 변형
- Nokia 3100 (RH-19)
- Nokia 3100b (RH-50)
- Nokia 3105
- Nokia 3120